# Port Loko (Distrikt)
Port Loko ist ein Distrikt Sierra Leones mit etwa 487.000 Einwohnern (Stand 2021). Er gehört zur Provinz North West und liegt im Nordwesten des Landes, an der Atlantikküste. Seine Hauptstadt ist Port Loko, weitere Städte sind Lunsar, Lungi, Tintanfore und die Hafenstadt Pepel. Der Distrikt ist in 11 Chiefdoms (Häuptlingstümer) eingeteilt.

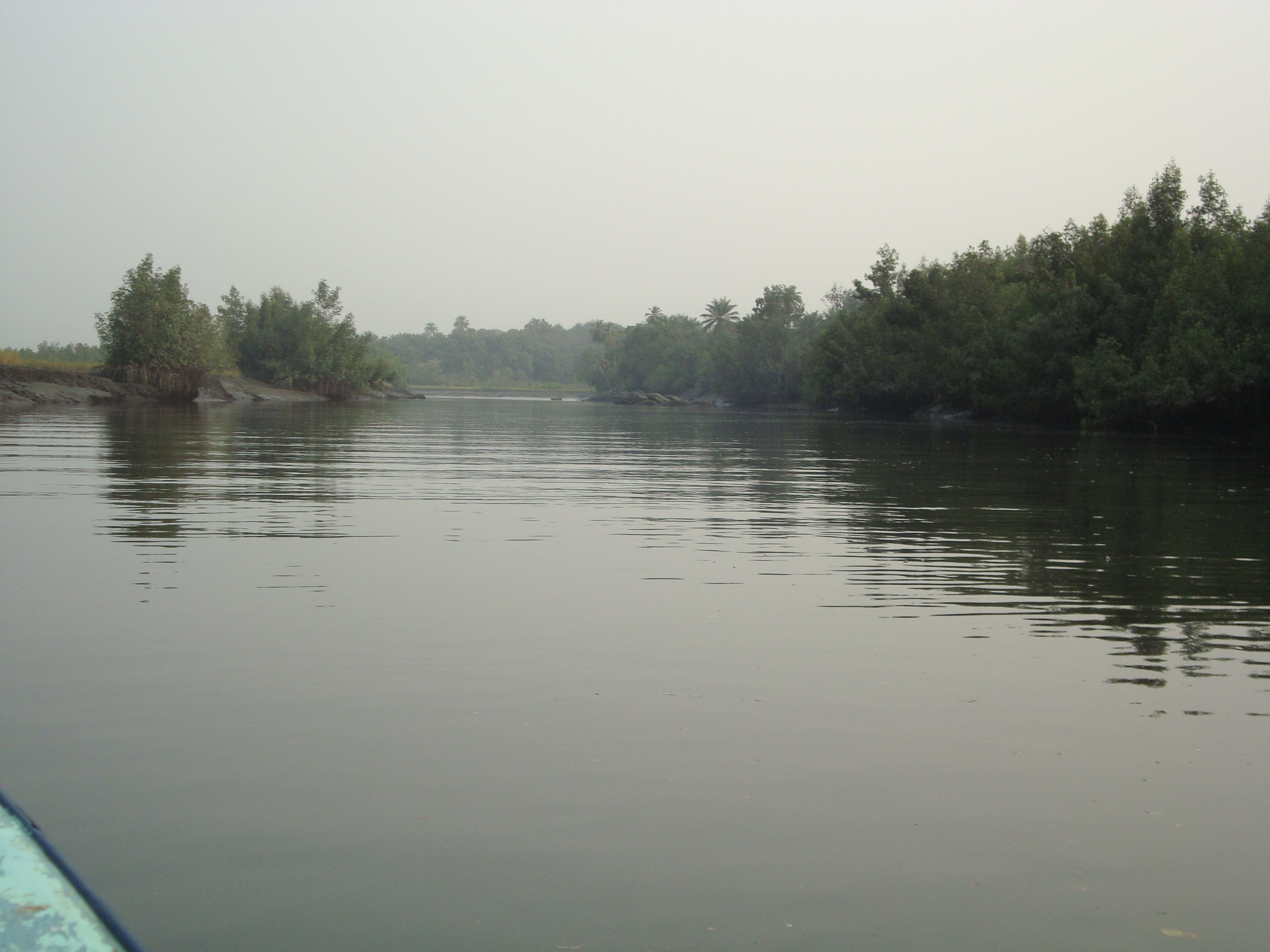
Bankasoka (Port Loko Creek)

Port Loko umfasst eine Fläche von 5719 Quadratkilometern. Zu dem Distrikt gehören auch die Inseln Pepel, Kagbeli, Puluntunt, Makonkoma und Bunce Island. Höchste Erhebung ist der Maluntu (Okra Hill) mit 177 Metern.
Wichtigste Volksgruppen im Port Loko-Distrikt sind die Temne und Susu, vorherrschende Religion ist der Islam. Die Wirtschaft in Port Loko beruht auf Bergbau im kleinen Maßstab und dem Anbau von Grundnahrungsmitteln (Reis, Maniok, Süßkartoffeln).
Der Distrikt verfügte 2006 über 95 Gesundheitseinrichtungen, darunter zwei staatliche Krankenhäuser, ein Missionskrankenhaus, drei Missionskliniken, eine NGO-Klinik und eine Privatklinik. 2005 waren 1,3 % der Bewohner HIV-positiv. 2004/2005 gab es 463 Primar- und 24 Sekundarschulen. Die Alphabetisierungsrate lag 2004 bei 32 % (45 % der Männer und 21 % der Frauen) und damit unter dem Landesdurchschnitt. 42,8 % der Kinder besuchten eine Schule.
In dem Distrikt sollte Mitte der 2010er Jahre mit dem Mamamah International Airport ein internationaler Flughafen.